# Bjärssjön
Bjärssjön är en sjö i Högsby kommun och Nybro kommun i Småland och ingår i Alsteråns huvudavrinningsområde. Sjön är 7,6 meter djup, har en yta på 0,698 kvadratkilometer och är belägen 92 meter över havet. Sjön avvattnas av vattendraget Badebodaån. Vid provfiske har bland annat abborre, braxen, gers och gädda fångats i sjön.

## Delavrinningsområde
Bjärssjön ingår i det delavrinningsområde (632406-150939) som SMHI kallar för Utloppet av Bjärssjön. Medelhöjden är 104 meter över havet och ytan är 7,85 kvadratkilometer. Räknas de 14 avrinningsområdena uppströms in blir den ackumulerade arean 383,7 kvadratkilometer. Badebodaån som avvattnar avrinningsområdet har biflödesordning 2, vilket innebär att vattnet flödar genom totalt 2 vattendrag innan det når havet efter 57 kilometer. Avrinningsområdet består mestadels av skog (84 procent). Avrinningsområdet har 0,92 kvadratkilometer vattenytor vilket ger det en sjöprocent på 11,7 procent.

## Fisk
Vid provfiske har följande fisk fångats i sjön:
- Abborre
- Braxen
- Gärs
- Gädda
- Karpfisk obestämd
- Löja
- Mört
- Sarv